# Liste der Wimbledonsieger (Herrendoppel)
Die Liste enthält alle Finalisten im Herrendoppel bei den Lawn Tennis Championships. Todd Woodbridge ist mit neun Titeln zwischen 1993 und 2004 Rekordsieger im Doppel. Reginald Doherty und Laurence Doherty gewann vor der Open Era gemeinsam acht Titel.
| Jahr                | Sieger                                    | Finalgegner                                  | Ergebnis                        |
| ------------------- | ----------------------------------------- | -------------------------------------------- | ------------------------------- |
| 1884                | Ernest Renshaw William Renshaw            | Ernest Lewis Teddy Williams                  | 6:3, 6:1, 1:6, 6:4              |
| 1885                | Ernest Renshaw William Renshaw            | Claude Farrer Arthur Stanley                 | 6:3, 6:3, 10:8                  |
| 1886                | Ernest Renshaw William Renshaw            | Claude Farrer Arthur Stanley                 | 6:3, 6:3, 4:6, 7:5              |
| 1887                | Patrick Bowes-Lyon Herbert Wilberforce    | E. Barratt-Smith James Herbert Crispe        | 7:5, 6:3, 6:2                   |
| 1888                | Ernest Renshaw William Renshaw            | Patrick Bowes-Lyon Herbert Wilberforce       | 2:6, 1:6, 6:3, 6:4, 6:3         |
| 1889                | Ernest Renshaw William Renshaw            | George Hillyard Ernest Lewis                 | 6:4, 6:4, 3:6, 0:6, 6:1         |
| 1890                | Joshua Pim Francis Owen Stoker            | George Hillyard Ernest Lewis                 | 6:0, 7:5, 6:4                   |
| 1891                | Herbert Baddeley Wilfred Baddeley         | Joshua Pim Francis Owen Stoker               | 6:1, 6:3, 1:6, 6:2              |
| 1892                | Harry Sibthorpe Barlow Ernest Lewis       | Herbert Baddeley Wilfred Baddeley            | 4:6, 6:2, 8:6, 6:4              |
| 1893                | Joshua Pim Francis Owen Stoker            | Harry Sibthorpe Barlow Ernest Lewis          | 4:6, 6:3, 6:1, 2:6, 6:0         |
| 1894                | Herbert Baddeley Wilfred Baddeley         | Harry Sibthorpe Barlow Ernest Lewis          | 5:7, 7:5, 4:6, 6:3, 8:6         |
| 1895                | Herbert Baddeley Wilfred Baddeley         | Wilberforce Vaughan Eaves Ernest Lewis       | 8:6, 5:7, 6:4, 6:3              |
| 1896                | Herbert Baddeley Wilfred Baddeley         | Reginald Doherty Harold Adair Nisbet         | 1:6, 3:6, 6:4, 6:2, 6:1         |
| 1897                | Laurence Doherty Doherty Reginald Doherty | Herbert Baddeley Wilfred Baddeley            | 6:4, 4:6, 8:6, 6:4              |
| 1898                | Laurence Doherty Reginald Doherty         | Clarence Hobart Harold Adair Nisbet          | 6:4, 6:4, 6:2                   |
| 1899                | Laurence Doherty Reginald Doherty         | Clarence Hobart Harold Adair Nisbet          | 7:5, 6:0, 6:2                   |
| 1900                | Laurence Doherty Reginald Doherty         | Herbert Roper Barrett Harold Adair Nisbet    | 9:7, 7:5, 4:6, 3:6, 6:3         |
| 1901                | Laurence Doherty Reginald Doherty         | Dwight Filley Davis Holcombe Ward            | 4:6, 6:2, 6:3, 9:7              |
| 1902                | Frank Lorymer Riseley Sydney Howard Smith | Laurence Doherty Reginald Doherty            | 4:6, 8:6, 6:3, 4:6, 11:9        |
| 1903                | Laurence Doherty Reginald Doherty         | Frank Lorymer Riseley Sydney Howard Smith    | 6:4, 6:4, 6:4                   |
| 1904                | Laurence Doherty Reginald Doherty         | Frank Lorymer Riseley Sydney Howard Smith    | 6:1, 6:2, 6:4                   |
| 1905                | Laurence Doherty Reginald Doherty         | Frank Lorymer Riseley Sydney Howard Smith    | 6:2, 6:4, 6:8, 6:3              |
| 1906                | Frank Lorymer Riseley Sydney Howard Smith | Laurence Doherty Reginald Doherty            | 6:8, 6:4, 5:7, 6:3, 6:3         |
| 1907                | Norman Brookes Anthony Wilding            | Karl Howell Behr Beals Wright                | 6:4, 6:4, 6:2                   |
| 1908                | Josiah Ritchie Anthony Wilding            | Herbert Roper Barrett Arthur Gore            | 6:1, 6:2, 1:6, 9:7              |
| 1909                | Herbert Roper Barrett Arthur Gore         | Stanley Doust Harry Alabaster Parker         | 6:2, 6:1, 6:4                   |
| 1910                | Josiah Ritchie Anthony Wilding            | Herbert Roper Barrett Arthur Gore            | 6:1, 6:1, 6:2                   |
| 1911                | Max Décugis André Gobert                  | Josiah Ritchie Anthony Wilding               | 9:7, 5:7, 6:3, 2:6, 6:2         |
| 1912                | Herbert Roper Barrett Charles Dixon       | Max Décugis André Gobert                     | 3:6, 6:3, 6:4, 7:5              |
| 1913                | Herbert Roper Barrett Charles Dixon       | Heinrich Kleinschroth Friedrich Wilhelm Rahe | 6:2, 6:4, 4:6, 6:2              |
| 1914                | Norman Brookes Anthony Wilding            | Herbert Roper Barrett Charles Dixon          | 6:1, 6:1, 5:7, 8:6              |
| 1915–1918           | ausgefallen (Erster Weltkrieg)            | ausgefallen (Erster Weltkrieg)               | ausgefallen (Erster Weltkrieg)  |
| 1919                | Pat O’Hara Wood Ronald Thomas             | Rodney Heath Randolph Lycett                 | 6:4, 6:2, 4:6, 6:2              |
| 1920                | Chuck Garland Richard Norris Williams     | Algernon Kingscote James Parke               | 4:6, 6:4, 7:5, 6:2              |
| 1921                | Randolph Lycett Max Woosnam               | Arthur Lowe Gordon Lowe                      | 6:3, 6:0, 7:5                   |
| 1922                | James Anderson Randolph Lycett            | Pat O’Hara Wood Gerald Patterson             | 3:6, 7:9, 6:4, 6:3, 11:9        |
| 1923                | Leslie Godfree Randolph Lycett            | Eduardo Flaquer Manuel de Gomar              | 6:3, 6:4, 3:6, 6:3              |
| 1924                | Frank Hunter Vincent Richards             | Watson Washburn Richard Norris Williams      | 6:3, 3:6, 8:10, 8:6, 6:3        |
| 1925                | Jean Borotra René Lacoste                 | Ray Casey John Hennessey                     | 6:4, 11:9, 4:6, 1:6, 6:3        |
| 1926                | Jacques Brugnon Henri Cochet              | Howard Kinsey Vincent Richards               | 7:5, 4:6, 6:3, 6:2              |
| 1927                | Frank Hunter Bill Tilden                  | Jacques Brugnon Henri Cochet                 | 1:6, 4:6, 8:6, 6:3, 6:4         |
| 1928                | Jacques Brugnon Henri Cochet              | John Hawkes Gerald Patterson                 | 13:11, 6:4, 6:4                 |
| 1929                | Wilmer Allison John Van Ryn               | Ian Collins Colin Gregory                    | 6:4, 5:7, 6:3, 10:12, 6:4       |
| 1930                | Wilmer Allison John Van Ryn               | John Doeg George Lott                        | 6:3, 6:3, 6:2                   |
| 1931                | George Lott John Van Ryn                  | Jacques Brugnon Henri Cochet                 | 6:2, 10:8, 9:11, 3:6, 6:3       |
| 1932                | Jean Borotra Jacques Brugnon              | George Hughes Fred Perry                     | 6:0, 4:6, 3:6, 7:5, 7:5         |
| 1933                | Jean Borotra Jacques Brugnon              | Ryosuke Nunoi Jirō Satō                      | 4:6, 6:3, 6:3, 7:5              |
| 1934                | George Lott Lester Stoefen                | Jean Borotra Jacques Brugnon                 | 6:2, 6:3, 6:4                   |
| 1935                | Jack Crawford Adrian Quist                | Wilmer Allison John Van Ryn                  | 6:3, 5:7, 6:2, 5:7, 7:5         |
| 1936                | George Hughes Raymond Tuckey              | Charles Hare Frank Wilde                     | 6:4, 3:6, 7:9, 6:1, 6:4         |
| 1937                | Don Budge Gene Mako                       | George Hughes Raymond Tuckey                 | 6:0, 6:4, 6:8, 6:1              |
| 1938                | Don Budge Gene Mako                       | Henner Henkel Georg von Metaxa               | 6:4, 3:6, 6:3, 8:6              |
| 1939                | Elwood Cooke Bobby Riggs                  | Charles Hare Frank Wilde                     | 6:3, 3:6, 6:3, 9:7              |
| 1940–1945           | ausgefallen (Zweiter Weltkrieg)           | ausgefallen (Zweiter Weltkrieg)              | ausgefallen (Zweiter Weltkrieg) |
| 1946                | Tom Brown Jack Kramer                     | Geoff Brown Dinny Pails                      | 6:4, 6:4, 6:2                   |
| 1947                | Robert Falkenburg Jack Kramer             | Tony Mottram Bill Sidwell                    | 8:6, 6:3, 6:3                   |
| 1948                | John Bromwich Frank Sedgman               | Tom Brown Gardnar Mulloy                     | 5:7, 7:5, 7:5, 9:7              |
| 1949                | Pancho Gonzales Frank Parker              | Gardnar Mulloy Ted Schroeder                 | 6:4, 6:4, 6:2                   |
| 1950                | John Bromwich Adrian Quist                | Geoff Brown Bill Sidwell                     | 7:5, 3:6, 6:3, 3:6, 6:2         |
| 1951                | Ken McGregor Frank Sedgman                | Jaroslav Drobný Eric Sturgess                | 3:6, 6:2, 6:3, 3:6, 6:3         |
| 1952                | Ken McGregor Frank Sedgman                | Vic Seixas Eric Sturgess                     | 6:3, 7:5, 6:4                   |
| 1953                | Lew Hoad Ken Rosewall                     | Rex Hartwig Mervyn Rose                      | 6:4, 7:5, 4:6, 7:5              |
| 1954                | Rex Hartwig Mervyn Rose                   | Vic Seixas Tony Trabert                      | 6:4, 6:4, 3:6, 6:4              |
| 1955                | Rex Hartwig Lew Hoad                      | Neale Fraser Ken Rosewall                    | 7:5, 6:4, 6:3                   |
| 1956                | Lew Hoad Ken Rosewall                     | Nicola Pietrangeli Orlando Sirola            | 7:5, 6:2, 6:1                   |
| 1957                | Gardnar Mulloy Budge Patty                | Neale Fraser Lew Hoad                        | 8:10, 6:4, 6:4, 6:4             |
| 1958                | Sven Davidson Ulf Schmidt                 | Ashley Cooper Neale Fraser                   | 6:4, 6:4, 8:6                   |
| 1959                | Roy Emerson Neale Fraser                  | Rod Laver Bob Mark                           | 8:6, 6:3, 14:16, 9:7            |
| 1960                | Rafael Osuna Dennis Ralston               | Mike Davies Bobby Wilson                     | 7:5, 6:3, 10:8                  |
| 1961                | Roy Emerson Neale Fraser                  | Bob Hewitt Fred Stolle                       | 6:4, 6:8, 6:4, 6:8, 8:6         |
| 1962                | Bob Hewitt Fred Stolle                    | Boro Jovanović Niki Pilić                    | 6:2, 5:7, 6:2, 6:4              |
| 1963                | Rafael Osuna Antonio Palafox              | Jean-Claude Barclay Pierre Darmon            | 4:6, 6:2, 6:2, 6:2              |
| 1964                | Bob Hewitt Fred Stolle                    | Roy Emerson Ken Fletcher                     | 7:5, 11:9, 6:4                  |
| 1965                | John Newcombe Tony Roche                  | Ken Fletcher Bob Hewitt                      | 7:5, 6:3, 6:4                   |
| 1966                | Ken Fletcher John Newcombe                | William Bowrey Owen Davidson                 | 6:3, 6:4, 3:6, 6:3              |
| 1967                | Bob Hewitt Frew McMillan                  | Roy Emerson Ken Fletcher                     | 6:2, 6:3, 6:4                   |
| Beginn der Open Era |                                           |                                              |                                 |
| 1968                | John Newcombe Tony Roche                  | Ken Rosewall Fred Stolle                     | 3:6, 8:6, 5:7, 14:12, 6:3       |
| 1969                | John Newcombe Tony Roche                  | Tom Okker Marty Riessen                      | 7:5, 11:9, 6:3                  |
| 1970                | John Newcombe Tony Roche                  | Ken Rosewall Fred Stolle                     | 10:8, 6:3, 6:1                  |
| 1971                | Roy Emerson Rod Laver                     | Arthur Ashe Dennis Ralston                   | 4:6, 9:7, 6:8, 6:4, 6:4         |
| 1972                | Bob Hewitt Frew McMillan                  | Stan Smith Erik van Dillen                   | 6:2, 6:2, 9:7                   |
| 1973                | Jimmy Connors Ilie Năstase                | John Cooper Neale Fraser                     | 3:6, 6:3, 6:4, 8:93, 6:1        |
| 1974                | John Newcombe Tony Roche                  | Bob Lutz Stan Smith                          | 8:6, 6:4, 6:4                   |
| 1975                | Vitas Gerulaitis Sandy Mayer              | Colin Dowdeswell Allan Stone                 | 7:5, 8:6, 6:4                   |
| 1976                | Brian Gottfried Raúl Ramírez              | Ross Case Geoff Masters                      | 3:6, 6:3, 8:6, 2:6, 7:5         |
| 1977                | Ross Case Geoff Masters                   | John Alexander Phil Dent                     | 6:3, 6:4, 3:6, 8:94, 6:4        |
| 1978                | Bob Hewitt Frew McMillan                  | Peter Fleming John McEnroe                   | 6:1, 6:4, 6:2                   |
| 1979                | Peter Fleming John McEnroe                | Brian Gottfried Raúl Ramírez                 | 4:6, 6:4, 6:2, 6:2              |
| 1980                | Peter McNamara Paul McNamee               | Bob Lutz Stan Smith                          | 7:65, 6:3, 6:74, 6:4            |
| 1981                | Peter Fleming John McEnroe                | Bob Lutz Stan Smith                          | 6:4, 6:4, 6:4                   |
| 1982                | Peter McNamara Paul McNamee               | Peter Fleming John McEnroe                   | 6:3, 6:2                        |
| 1983                | Peter Fleming John McEnroe                | Tim Gullikson Tom Gullikson                  | 6:4, 6:3, 6:4                   |
| 1984                | Peter Fleming John McEnroe                | Pat Cash Paul McNamee                        | 6:2, 5:7, 6:2, 3:6, 6:3         |
| 1985                | Heinz Günthardt Balázs Taróczy            | Pat Cash John Fitzgerald                     | 6:4, 6:3, 4:6, 6:3              |
| 1986                | Joakim Nyström Mats Wilander              | Gary Donnelly Peter Fleming                  | 7:64, 6:3, 6:3                  |
| 1987                | Ken Flach Robert Seguso                   | Sergio Casal Emilio Sánchez Vicario          | 3:6, 6:76, 7:63, 6:1, 6:4       |
| 1988                | Ken Flach Robert Seguso                   | John Fitzgerald Anders Järryd                | 6:4, 2:6, 6:4, 7:63             |
| 1989                | John Fitzgerald Anders Järryd             | Rick Leach Jim Pugh                          | 3:6, 7:64, 6:4, 7:64            |
| 1990                | Rick Leach Jim Pugh                       | Pieter Aldrich Danie Visser                  | 7:65, 7:64, 7:65                |
| 1991                | John Fitzgerald Anders Järryd             | Javier Frana Leonardo Lavalle                | 6:3, 6:4, 6:77, 6:1             |
| 1992                | John McEnroe Michael Stich                | Jim Grabb Richey Reneberg                    | 5:7, 7:65, 3:6, 7:65, 19:17     |
| 1993                | Todd Woodbridge Mark Woodforde            | Grant Connell Patrick Galbraith              | 7:5, 6:3, 7:64                  |
| 1994                | Todd Woodbridge Mark Woodforde            | Grant Connell Patrick Galbraith              | 7:63, 6:3, 6:1                  |
| 1995                | Todd Woodbridge Mark Woodforde            | Rick Leach Scott Melville                    | 7:5, 7:68, 7:65                 |
| 1996                | Todd Woodbridge Mark Woodforde            | Byron Black Grant Connell                    | 4:6, 6:1, 6:3, 6:2              |
| 1997                | Todd Woodbridge Mark Woodforde            | Jacco Eltingh Paul Haarhuis                  | 7:64, 7:67, 5:7, 6:3            |
| 1998                | Jacco Eltingh Paul Haarhuis               | Todd Woodbridge Mark Woodforde               | 2:6, 6:4, 7:63, 5:7, 10:8       |
| 1999                | Mahesh Bhupathi Leander Paes              | Paul Haarhuis Jared Palmer                   | 6:710, 6:3, 6:4, 7:64           |
| 2000                | Todd Woodbridge Mark Woodforde            | Paul Haarhuis Sandon Stolle                  | 6:3, 6:4, 6:1                   |
| 2001                | Donald Johnson Jared Palmer               | Jiří Novák David Rikl                        | 6:4, 4:6, 6:3, 7:66             |
| 2002                | Jonas Björkman Todd Woodbridge            | Mark Knowles Daniel Nestor                   | 6:1, 6:2, 6:77, 7:5             |
| 2003                | Jonas Björkman Todd Woodbridge            | Mahesh Bhupathi Maks Mirny                   | 3:6, 6:3, 7:64, 6:3             |
| 2004                | Jonas Björkman Todd Woodbridge            | Julian Knowle Nenad Zimonjić                 | 6:1, 6:4, 4:6, 6:4              |
| 2005                | Stephen Huss Wesley Moodie                | Bob Bryan Mike Bryan                         | 7:64, 6:3, 6:72, 6:3            |
| 2006                | Bob Bryan Mike Bryan                      | Fabrice Santoro Nenad Zimonjić               | 6:3, 4:6, 6:4, 6:2              |
| 2007                | Arnaud Clément Michaël Llodra             | Bob Bryan Mike Bryan                         | 6:75, 6:3, 6:4, 6:4             |
| 2008                | Daniel Nestor Nenad Zimonjić              | Jonas Björkman Kevin Ullyett                 | 7:612, 6:73, 6:3, 6:3           |
| 2009                | Daniel Nestor Nenad Zimonjić              | Bob Bryan Mike Bryan                         | 7:67, 6:73, 7:63, 6:3           |
| 2010                | Jürgen Melzer Philipp Petzschner          | Robert Lindstedt Horia Tecău                 | 6:1, 7:5, 7:5                   |
| 2011                | Bob Bryan Mike Bryan                      | Robert Lindstedt Horia Tecău                 | 6:3, 6:4, 7:62                  |
| 2012                | Jonathan Marray Frederik Nielsen          | Robert Lindstedt Horia Tecău                 | 4:6, 6:4, 7:65, 6:75, 6:3       |
| 2013                | Bob Bryan Mike Bryan                      | Ivan Dodig Marcelo Melo                      | 3:6, 6:3, 6:4, 6:4              |
| 2014                | Vasek Pospisil Jack Sock                  | Bob Bryan Mike Bryan                         | 7:65, 6:73, 6:4, 3:6, 7:5       |
| 2015                | Jean-Julien Rojer Horia Tecău             | Jamie Murray John Peers                      | 7:65, 6:4, 6:4                  |
| 2016                | Pierre-Hugues Herbert Nicolas Mahut       | Julien Benneteau Édouard Roger-Vasselin      | 6:4, 7:61, 6:3                  |
| 2017                | Łukasz Kubot Marcelo Melo                 | Oliver Marach Mate Pavić                     | 5:7, 7:5, 7:62, 3:6, 13:11      |
| 2018                | Mike Bryan Jack Sock                      | Raven Klaasen Michael Venus                  | 6:3, 6:77, 6:3, 5:7, 7:5        |
| 2019                | Juan Sebastián Cabal Robert Farah         | Nicolas Mahut Édouard Roger-Vasselin         | 6:75, 7:65, 7:66, 6:75, 6:3     |
| 2020                | ausgefallen, COVID-19-Pandemie            | ausgefallen, COVID-19-Pandemie               | ausgefallen, COVID-19-Pandemie  |
| 2021                | Nikola Mektić Mate Pavić                  | Marcel Granollers Horacio Zeballos           | 6:4, 7:65, 2:6, 7:5             |
| 2022                | Matthew Ebden Max Purcell                 | Nikola Mektić Mate Pavić                     | 7:65, 6:73, 4:6, 6:4, 7:62      |
| 2023                | Wesley Koolhof Neal Skupski               | Marcel Granollers Horacio Zeballos           | 6:4, 6:4                        |
| 2024                | Harri Heliövaara Henry Patten             | Max Purcell Jordan Thompson                  | 6:77, 7:68, 7:69                |
| 2025                | Julian Cash Lloyd Glasspool               | Rinky Hijikata David Pel                     | 6:2, 7:63                       |